# فيجوال فوكس برو
الفوكس برو البصرية هي البيانات التي تركز على لغة البرمجة وجوه المنحى والإجرائية التي تنتجها مايكروسوفت. وهو مستمد من الفوكس برو (التي كانت تعرف أصلا فوكس باس) الذي تم تطويره من قبل بداية برنامج فوكس في عام 1984. اندمجت فوكس مع تقنيات مايكروسوفت في 1992، وبعد ذلك البرنامج اكتسب المزيد من الميزات والبادئة «البصرية». والفوكس بور البصرية 3.0، الأول «مرئي» الإصدار، وتخفيض الدعم على منصة مالك ويندوز فقط، وبعد ذلك نسخ ويندوز فقط: الإصدار الأخير من الفوكس برو (2.6) يعمل تحت نظام تشغيل ماكنتوش، دوس، ويندوز، ويونيكس. الإصدار الحالي من الفوكس برو البصرية كوم وشركة مايكروسوفت أعلنت أنها لا تنوي إنشاء نسخة مايكروسوفت دوت نت.
الفوكس برو نشأت بوصفها عضوا في فئة من اللغات يشار إلى اللغات «اكس باس»، والتي تقوم على بناء لغة الجملة البرمجة القديمة. أعضاء آخرون من عائلة اللغة اكس باس تشمل المقص والحيثيات. (ويمكن الاطلاع على التاريخ في السنوات الأولى من اكس باس في مقالة قديمه).
تتكامل الفوكس برو البصرية، يختصر عادة باسم في اف بهي، الخاصة بها مع مشغل قاعدة بيانات علائقية، والتي تمتد قدرات الفوكس برو اكس باس لدعم مزود الاستعلام ومعالجة البيانات. وخلافا لمعظم أنظمة إدارة قواعد البيانات، الفوكس برو البصرية هو كامل المواصفات، ولغة البرمجة الديناميكية التي لا تتطلب استخدام بيئة برمجة إضافية للأغراض العامة. ويمكن استخدامه لكتابة وليس فقط «الدهون العميل» التطبيقات التقليدية، ولكن أيضا الوسيطة والتطبيقات الشبكية.

## التاريخ الحديث
في أواخر عام 2002، وثبت أن الفوكس برو البصرية يمكن تشغيلها على لينكس في إطار التوافق النبيذ جناح ويندوز. في عام 2003، وهذا أدى إلى شكاوى من قبل مايكروسوفت: كان وادعى أن نشر رمز الفوكس برو وقت التشغيل على الأجهزة غير يندوز ينتهك اتفاقية ترخيص المستخدم.
في ديسمبر 2005، اندلعت في 20 في اف بهي الأعلى على مؤشر تايوب  لأول مرة. في مارس 2007 وكان في موقف 19، مما يجعلها «ب» اللغة. اعتبارا من آب / أغسطس، 2010 ففب (جنبا إلى جنب مع اكس باس (هو في موقف 25.
في مارس 2007، أعلنت شركة مايكروسوفت أنه لن يكون هناك 10, في اف بهي، مما يجعل في اف بهي9 (تم الإفراج عنه لتصنيع يوم 17 ديسمبر 2004) الماضي إطلاق سراح في اف بهي التجارية من مايكروسوفت. بدعم من النسخة 9 مستمر مع حزم الخدمات التي تم إصدارها 8 ديسمبر 2005 و11 أكتوبر 2007.
نهاية الإعلان الحياة، والعمل على إطلاق سراح المقبل تحمل الاسم الرمزي سدنا (سميت على اسم كوكب قزم اكتشفت مؤخرا) والتي بنيت على أعلى من مصدر برنامج في اف بهي9 قد بدأت بالفعل. "" هو مجموعة من إضافات إلى 9,0 في اف بهي مكونات اكس باس لدعم عدد من سيناريوهات التشغيل المتداخل مع تقنيات مايكروسوفت المختلفة بما في ذلك مزود خدمة 2005، وصافي الإطار، ويندوز فيستا، مكتب 2007، والبحث في ويندوز وفريق مؤسسة خادم (تي إف إس). أطلقت مايكروسوفت سدنا تحت الرخصة المصدر المشتركة على موقع رمز الصفيف
. وأوضحت مايكروسوفت أن جوهر في اف بهي ستبقى مغلقة المصدر. وأطلق سراح على 25 يناير 2008. اعتبارا من مارس 2008، كانت جميع مكونات اكس باس من حزمة الخدمة اس بي2 9 في اف بهي (بما في ذلك سدنا) المتاحة للتنمية المجتمعات المحلية في قانون الصفيف.
في أواخر آذار / مارس 2007 وبدأ حملة شعبية من قبل المجتمع الفوكس برو الناطقة بالإسبانية في MasFoxPro  (باللغة الإنجليزية MoreFoxPro) للتوقيع على عريضة لمايكروسوفت أن يواصل استكمال الفوكس برو البصرية أو الإفراج عنها للمجتمع والمصدر المفتوح. يوم 3 أبريل 2007 ولوحظ حركة من قبل الصحافة الفنية 
أيضا في 3 أبريل 2007 وردت مايكروسوفت لطلبات الالتماس مع هذا البيان من جرافيرآلان
وقال

"نحن ندرك تماما من المجتمع الفوكس برو والتي لعبت دورا كبيرا في ما أعلنا في 13 مارس. انها أبدا قرارا سهلا أن نعلن أننا لن الإفراج عن آخر نسخة من منتج وانها واحدة التي نعتبرها بعناية فائقة     

 "نحن لا تعلن انتهاء الفوكس برو: من الواضح أن تطبيقات الفوكس برو مواصلة العمل من قبل بعض تقديراتنا الداخلية، وهناك المزيد من التطبيقات التي تعمل في الفوكس برو 2,6 من هناك في VFP والفوكس برو 2,6 لم معتمدة في العديد من. وسيتم دعم سنوات. البصرية الفوكس برو 9 من قبل مايكروسوفت خلال عام 2015.

 «بالنسبة لمايكروسوفت على مواصلة تطوير قاعدة الفوكس برو، فإننا نحتاج إلى النظر في خلق بيئة التطوير 64 بت والتي من شأنها أن تنطوي على إعادة كتابة كاملة تقريبا للمنتج الأساسية. استثمرنا نحن أيضا في إنشاء قاعدة بيانات قابلة للتطوير مع مزود خدمة، بما في ذلك متاحة بحرية مزود خدمة اكسبريس الطبعة. بقدر تشكيل شراكة مع طرف ثالث هو المعنية، لقد سمعنا من عدد من العملاء الكبيرة التي الفوكس برو هذا من شأنه أن يجعل من المستحيل بالنسبة لهم الاستمرار في استخدام الفوكس برو منذ لن يكون من بائع المعتمدة. شعرنا أن وضع البيئة في المصدر المفتوح على الصفيف المدونة، التي توازن بين احتياجات المجتمع على حد سواء والزبائن كبير، هو أفضل طريق للمضي قدما.»

## معلومات الإصدار

### التوافق نظام التشغيل
| الإصدار             | VFP 3.0            | VFP 5.0 | VFP 6.0 | VFP 7.0      | VFP 8.0      | VFP 9.0      |
| ------------------- | ------------------ | ------- | ------- | ------------ | ------------ | ------------ |
| Windows 3.x         | Yes                | No      | No      | No           | No           | No           |
| Windows NT 4.0      | Yes                | Yes     | Yes     | Yes          | No           | No           |
| Windows 95          | Yes                | Yes     | Yes     | Runtime only | No           | No           |
| Windows 98          | Yes                | Yes     | Yes     | Yes          | Runtime only | Runtime only |
| Windows Me          | Yes                | Yes     | Yes     | Yes          | Runtime only | Runtime only |
| Windows 2000        | Yes                | Yes     | Yes     | Yes          | Yes          | Yes          |
| Windows XP          | Yes                | Yes     | Yes     | Yes          | Yes          | Yes          |
| Windows Server 2003 | ?                  | ?       | Yes     | Yes          | Yes          | Yes          |
| Windows Vista       | Compatibility Mode | Yes     | Yes     | Yes          | Yes          | Yes          |
| Windows 7           | Yes                | No      | Yes     | Yes          | Yes          | Yes          |

### معلومات عن الملفات القابله للتنفيذ
| الإصدار                 | نسخة () للإرجاع                           | EXE حجم  | EXE تاريخ       | DLL حجم  | DLL اسم      |
| ----------------------- | ----------------------------------------- | -------- | --------------- | -------- | ------------ |
| VFP 9 SP2 with Hotfixes | Visual FoxPro 09.00.0000.7423 for Windows | 5,648 kb | إبريل 3, 2009   | 4,624 kb | VFP9R.DLL    |
| VFP 9 SP2               | Visual FoxPro 09.00.0000.5721 for Windows | 5,648 kb | سبتمبر 21, 2007 | 4,624 kb | VFP9R.DLL    |
| VFP 9                   | Visual FoxPro 09.00.0000.2412 for Windows | 5,620 kb | ديسمبر 13, 2004 | 4,600 kb | VFP9R.DLL    |
| VFP 8                   | Visual FoxPro 08.00.0000.3117 for Windows | 5,236 kb | سبتمبر 25, 2003 | 4,200 kb | VFP8R.DLL    |
| VFP 7                   | Visual FoxPro 07.00.0000.9465 for Windows | 4,260 kb | يناير 4, 2002   | 3,344 kb | VFP7R.DLL    |
| VFP 6                   | Visual FoxPro 06.00.8961.00 for Windows   | 4,091 kb | أغسطس 18, 2000  | 3,295 kb | VFP6R.DLL    |
| VFP 5                   | Visual FoxPro 5.0.0.415 for Windows       | 4,065 kb | يناير 24, 1997  | 3,148 kb | VFP500.DLL   |
| VFP 3                   | Visual FoxPro 03.00.00.0711 for Windows   | 4,374 kb | ديسمبر 16, 1995 | 3,657 kb | VFP300.ESL   |
| FPW 2.6a                | FoxPro 2.6a for Windows                   | 2,444 kb | سبتمبر 28, 1994 | 2,946 kb | FOXW2600.ESL |

## نماذج التعليمات البرمجية
لغة الفوكس برو يحتوي على أوامر مماثلة تماما لغات البرمجة الأخرى مثل الأساسية. وتشمل حلقات القيام به، إذا، في حين، لأنه آخر الأوامر في استخدام يسهل فهمها من قبل أي شخص على دراية بلغات البرمجة الأخرى. أوامر تتخذ شكل «أمر» نهاية الأمر ""
بعض العينات بناء الجملة الأساسية
```
FOR
 i=1 to 10
   
x
 = x + 6.5

ENDFOR

IF
 i=25
   
i
 = i + 1

ELSE

   
i
 = i + 3

ENDIF

x
=1

DO
 WHILE x < 50
   
x
=  x + 1

ENDDO

```

اللغة كما تلاعب واسعة النطاق قاعدة البيانات والأوامر الفهرسة. «تعليمات» فهرس الأوامر في VFP 9 ديها عدة مئات من الأوامر والمهام الموصوفة. الأمثلة إظهار رمز أدناه كيفية إنشاء الجداول وفهرسة، ولكن VFP والطاولة والشاشات منشئ قاعدة البيانات التي إنشاء الجداول والفهارس من دون كتابة التعليمات البرمجية.
على سبيل المثال مرحبال العالم:
```
MESSAGEBOX
(
"Hello World"
)

```

### كائن
```
loForm
 = 
CREATEOBJECT
(
"HiForm"
)

loForm
.Show
(1)

DEFINE
 CLASS Hi
Form
 AS 
Form

  
AutoCenter
 =
.T.

  
Caption
 = 
"Hello, World"

  
ADD
 OBJECT lblHi as 
Label
 WITH 
;

    
Caption
 = 
"Hello, World!"

ENDDEFINE

```

```
loMine
 = 
CREATEOBJECT
(
"MyClass"
)
? loMine.cProp1 
&& This will work. (Double-ampersand marks an end-of-line comment)

? loMine.cProp2 
&& Program Error: Property CPROP2 is not found.

? loMine.MyMethod1() 
&& This will work.

? loMine.MyMethod2() 
&& Program Error: Property MYMETHOD2 is not found.

DEFINE
 CLASS MyClass AS 
Custom

  
cProp1
 = 
"My Property"
    
&& This is a public property

  
HIDDEN
 cProp2     
&& This is a private (hidden) property

  
PROCEDURE
 Init()    
&& Class constructor

    
This
.cProp2 = 
"This is a hidden property."

  
ENDPROC

  
PROCEDURE
 MyMethod1()
    
* This is a public method, calling a hidden method that returns

    
* the value of a hidden property.

    
RETURN
 
This
.MyMethod2()
  
ENDPROC

  
HIDDEN
 PROCEDURE MyMethod2()  
&& This is a private (hidden) method

    
RETURN
 
This
.cProp2
  
ENDPROC

ENDDEFINE

```

### معالجة البيانات
```
&& Create a table

CREATE
 TABLE randData (iData I)

&& Populate with random data using xBase 
and
 SQL DML commands

FOR
 i = 1 TO 50
    
APPEND
 BLANK
    
REPLACE
 iData WITH (
RAND
() * 100)

    
INSERT
 INTO randData (iData) VALUES (
RAND
() * 100)

ENDFOR

&& Place a structural index on the data

INDEX
 ON iData TAG iData

CLOSE
 ALL

&& Display ordered data using xBase-style commands

USE
 randData

SET
 ORDER TO iData

GO
 TOP

LIST
 NEXT 10 
&& First 10

GO
 BOTTOM

SKIP
 -10

LIST
 REST 
&& Last 10

CLOSE
 ALL

&& Browse ordered data using SQL DML commands

SELECT
 * 
;

  
FROM
 randData 
;

  
ORDER
 BY iData DESCENDING

```

### دبك الوصول باستخدام مزود العبور
```
&& Connect to an ODBC data source

LOCAL
 nHnd

nHnd
 = 
SQLCONNECT
 (
"ODBCDSN"
, 
"user"
, 
"pwd"
)

&& Execute a SQL command

LOCAL
 nResult

nResult
 = 
SQLEXEC
 (nHnd, 
"USE master"
)

IF
 nResult < 0
  
MESSAGEBOX
 (
"MASTER database does not exist!"
)
  
RETURN

ENDIF

&& Retrieve data from the remote 
server
 
and
 stores it in
&& a local data 
cursor

nResult
 = 
SQLEXEC
 (nHnd, 
"SELECT * FROM authors"
, 
"QAUTHORS"
)

&& Update a record in a remote table using parameters

PRIVATE
 cAuthorID, cAuthorName

cAuthorID
 = 
"1001"

cAuthorName
 = 
"New name"

nResult
 = 
SQLEXEC
 (nHnd, 
"UPDATE authors SET auth_name = ?cAuthorName WHERE auth_id = ?cAuthorID"
)

&& Close the connection

SQLDISCONNECT
(nHnd)

```

## أسماء رمز بيتا
- VFP 3 -- طاز
- VFP 5 -- استخدام آمن
- VFP 6 -- تاهو
- VFP 7 -- سيدونا
- VFP 8 -- توليدو
- VFP 9 -- يوروبا
- VFP التالية—سدنا

## وصلات خارجية

### صفحات ميكروسوفت
- Main Visual FoxPro Microsoft page
- MSDN FoxPro support board
- VFP's online help
- Visual FoxPro Downloads page

### صفحات أخرى
- Visual FoxPro Wiki A repository of FoxPro information (written in VFP)
- A site devoted to the history of FoxPro
- VFPx نسخة محفوظة 4 نوفمبر 2014 على موقع واي باك مشين. A Visual FoxPro Community effort to create open source add-ons for VFP 9.0
- PortalFox A Hispanoamerican Community Portal for VFP developers